# Saul Rubin
Saul „Zebulon“ Rubin (* 30. Oktober 1958) ist ein US-amerikanischer Jazzmusiker (Gitarre) des Modern Jazz, der sich auch als Musikveranstalter betätigt.

## Leben und Wirken
Saul Rubin studierte Komposition und Jazz an der Hartt School of Music, wo er Unterricht bei Jackie McLean und Paul Jeffrey hatte; anschließend zog er nach New York City. In der dortigen Musikszene arbeitete er ab den 1980er-Jahren u. a. mit Thomas Chapin, mit dem 1988 erste Aufnahmen entstanden (Spirits Rebellious), des Weiteren mit Sonny Rollins, Roy Hargrove, Renée Fleming, John Hicks, Victor Lewis, Bob Cranshaw, Sammy Figueroa, Johnny O’Neal, Hank Jones, Frank Wess, Cameron Brown, Candido, Winard Harper, Larry Willis, Sue Terry, Essiet Essiet, Willie Jones III, Eric Revis, James Hurt, Gerald Cannon, Sherman Irby, Lew Soloff, Jonathan Batiste und Roberta Gambarini. Anfang der 2010er-Jahre entstand sein Debütalbum Saul Rubin Quartet (mit John Hicks, Gerald Cannon, Montez Coleman).
2009 eröffnete Rubin in einem New Yorker Loft in Manhattan den Veranstaltungsort Zeb’s, in dem seitdem zahlreiche Musiker (wie u. a. Ai Murakami) aufgetreten sind. Seit 2010 kuratierte er eine Reihe zum Jazzgesang, in der Vokalisten wie Gregory Porter, Roseanna Vitro, Nancy Harms, Bob Dorough, Johnny O’Neal, Tessa Souter und Brianna Thomas gastierten. Außerdem produzierte er für drei Jahre das NYC Jazz Guitar Festival mit Auftritten von Bucky Pizzarelli, Gene Bertoncini, Peter Bernstein und Paul Bollenback. Im Bereich des Jazz listet ihn Tom Lord zwischen 1988 und 2013 an elf Aufnahmesessions.

## Diskographische Hinweise
- Saul Rubin: The Zebtet (Red Records, 2015), mit Stacy Dillard, Johnny O’Neal, Fabio Morgera